# Čarterski let
Čarterski let ali čarter (nemško: Charterflug, francosko: Vol charter) je specializirani letalskoprevozniški potniški let, ki ga letalska družba ne ponuja ves čas, temveč samo v določenem obdobju. Primer čarterskih letov so počitniški leti v turistične kraje.